# Diocèse de Tilarán-Liberia
Le diocèse de Tilarán-Liberia (en latin : Dioecesis Tilaranensis-Liberiana ; en espagnol : Diócesis de Tilarán-Liberia) est un diocèse de l'Église catholique appartenant à la région ecclésiastique du Costa Rica et suffragant de l'archidiocèse de San José de Costa Rica.

## Territoire
Le diocèse s'étend sur deux provinces du Costa Rica. Il gère la province de Guanacaste ainsi que le canton d'Upala dans la province d'Alajuela ; le reste de cette province étant sous juridiction des diocèses d'Alajuela et de Ciudad Quesada.
Il possède un territoire d'une superficie de 11 720 km2 divisé en 36 paroisses. L'évêché est à Tilarán avec la cathédrale dédiée à saint Antoine de Padoue, le patron du diocèse. À Libéria se trouve la cocathédrale de l'Immaculée-Conception.

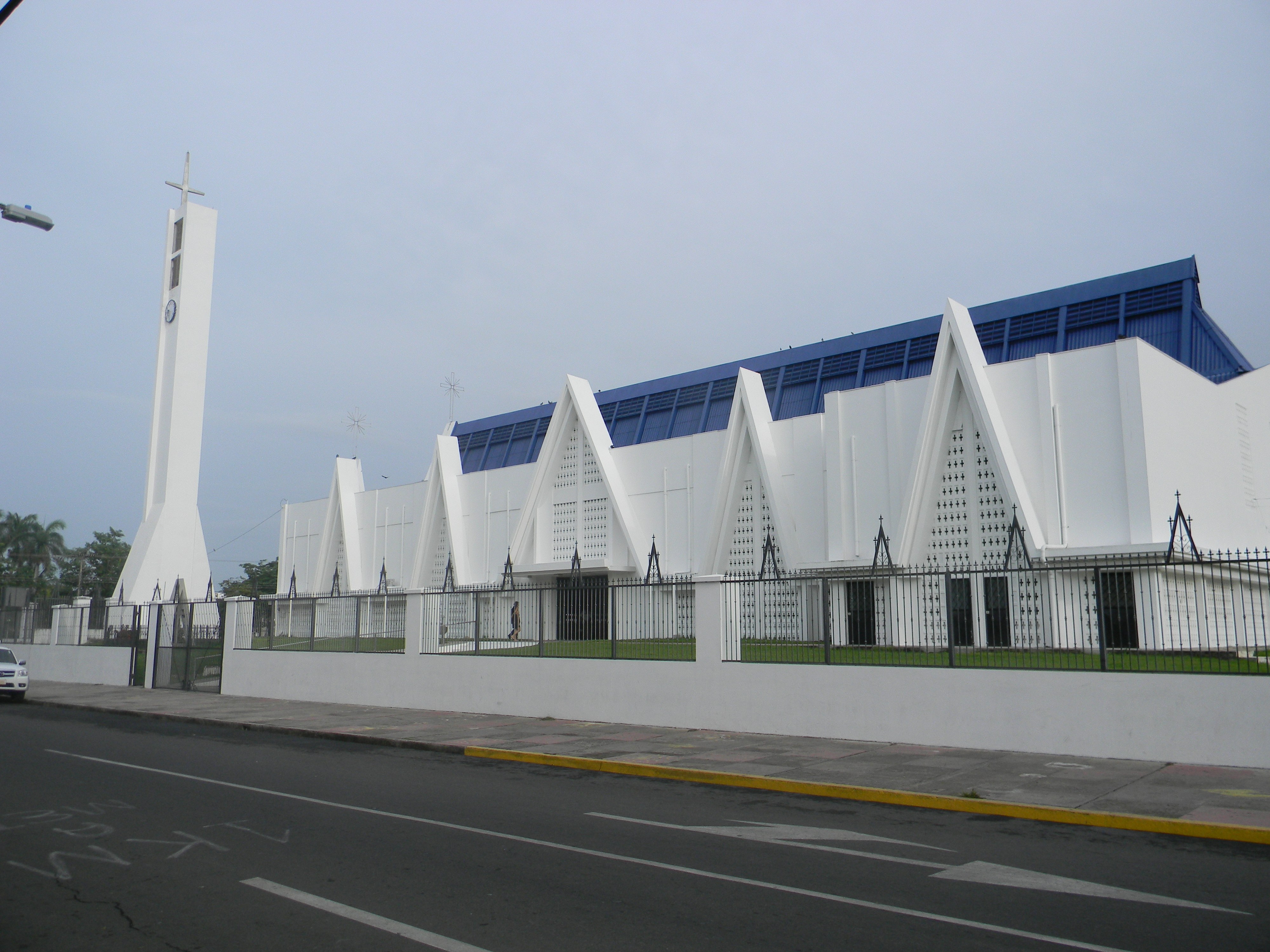
La cocathédrale de Libéria.

## Histoire
Le diocèse de Tilarán est érigé le 22 juillet 1961 par la bulle Qui aeque du pape Jean XXIII en  prenant sur le territoire du diocèse d'Alajuela.
Le 25 juillet 1995, il cède une portion de son territoire pour la création du diocèse de Ciudad Quesada. Il cède une nouvelle portion de territoire le 17 avril 1998 pour l'érection du diocèse de Puntarenas.
La nouvelle curie diocésaine est inaugurée le 12 juin 2010 dans la ville de Libéria. Le diocèse prend son nom actuel le 18 décembre suivant.
Le 16 juillet 2002, Héctor Morera, évêque de Tilarán, décrète que la chapelle de la divine miséricorde de Tilarán devienne un sanctuaire dédiée à la dévotion envers l'icône de la Miséricorde divine ainsi qu'à Notre-Dame du Mont-Carmel et au scapulaire qui lui est associé. En 2010, un édifice plus grand est construit près de la chapelle,.
L'église Saint-Christ-d'Esquipulas de Santa Cruz, où les fidèles vénèrent une réplique du Christ noir d'Esquipulas, est désignée en 2002 comme sanctuaire national par la Conférence épiscopale du Costa Rica. Les festivités du Christ d'Esquipulas de Santa Cruz sont déclarées patrimoine culturel immatériel du Costa Rica le 2 décembre 2020.

## Évêques
- Román Arrieta Villalobos (1961-1979) nommé archevêque de San José de Costa Rica
- Héctor Morera Vega (1979-2002)
- Vittorino Girardi, M.C.C.I (2002-2016)
- Manuel Eugenio Salazar Mora (2016-  )